# Desiderio Bonfini
Desiderio Bonfini (Patrignone, 1576 – 1634) è stato un intagliatore italiano in legno.

## Biografia
La famiglia di Bonfini si occupava già da alcune generazioni di lavori artistici, difatti il padre Lucio svolse l'attività di pittore, è viene ricordato per tabernacoli, pulpiti e altre opere lignee presenti in luoghi di culto abruzzesi.
Desiderio Bonfini, il 26 maggio 1616, sposò Laura di maestro Vincenzo Angelucci, che concepì il 5 maggio 1617 il figlio Rosato.
Tra le opere principali del Bonfini, si ricordano nel 1610 il tabernacolo per la chiesa di Santa Maria in Viminatu (in località Patrignone di Montalto delle Marche), costituito da una forma a tempietto con una scalinata centrale e il primo ordine decorato con colonne, nicchie e statuine; il pulpito per la cattedrale di Montalto (1611). Il tabernacolo a forma di tempio (1613), impreziosito da statuine pregevoli, realizzato per la stessa chiesa di Montaldo, vicino a Patrignone.
La sua opera più notevole è tuttavia da considerare il monumentale tabernacolo, scolpito nel 1619 su commissione di Aurelia Guiderocchi, per la chiesa di S. Francesco, da dove nel 1853 fu trasferito nel duomo e dal 1966 nella chiesa di S. Pietro Martire ad Ascoli Piceno. Anche in questo caso, come nel precedente esemplare, torna il disegno del tempietto cupoliforme, ma con maggiore ricchezza di linee ed eleganza di intagli.
Inoltre Bonfini realizzò il seggio vescovile del duomo di Ripatransone (1620-1632), caratterizzato da un imponente schienale, rifinito con decorazioni ispirate alla flora e alla fauna, il pulpito con sei formelle raffiguranti Scene della vita di Gesù e della Vergine, significativi per l'armonia compositiva, oltre che per l'intensità espressiva di alcuni volti.
Altre opere gli sono state attribuite a Penne e Offida.
Poco prima di morire si impegnò al duomo di Ascoli per ultimare le statue indorate per la cappella della Madonna di Loreto, ma portò a termine, prima di morire, solamente il gruppo della Pietà.
Lo stile di Bonfini si caratterizzò soprattutto per il tardomanierismo dell'Italia centrale, evidenziato dalla minuziosità delle composizioni, invece non sembrò attratto dalle novità barocche.

## Opere principali
- Tabernacolo per la chiesa di Santa Maria in Viminata (Patrignone), 1610;
- Crocifisso e pulpito per la cattedrale di Montalto di Patrignone, 1611;
- Tabernacolo per la cattedrale di Montalto di Patrignone, 1613;
- Tabernacolo per la chiesa di San Pietro Martire ad Ascoli, 1619;
- Seggio vescovile del duomo di Ripatransone, 1620-1632.